# サビーノ・カセーゼ
サビーノ・カセーゼ（イタリア語: Sabino Cassese、1935年10月20日 - ）はイタリアの行政法学者。公務担当大臣、憲法裁判所裁判官などを務めた。

## 来歴
ピサ大学で行政法学者であるマッシモ・セヴェロ・ジャンニーニの下で学び、優秀な成績で卒業した。
その後はローマ・ラ・サピエンツァ大学政治学部で公共経済法の教鞭を取っていた。
1991年から1993年まで国立統計研究所研究員。
1993年4月28日にチャンピ内閣で公務担当大臣として初入閣した。
1994年にカセーゼはイタリア共和国功労勲章を受章した。
2005年11月9日から9年間、憲法裁判所裁判官を務めた。